# スモレンスク年代記
スモレンスク年代記（スモレンスクねんだいき、ロシア語: Смоленская летопись）は、13世紀末から15世紀始めにかけての出来事を記したルーシの年代記（レートピシ）である。スモレンスクで編纂された。スモレンスク年代記は、15 - 16世紀にかけてのロシア、ベラルーシの年代記の中に、断片的に保存されている。
スモレンスク年代記は、歴史的な叙述を時系列順に記述するという、年代記の伝統的な構成法に従って編纂されている。スモレンスク公国領の歴史と、部分的にリトアニア大公国の歴史を記述している。また、スモレンスクのリトアニア大公国からの独立要求（スモレンスク公国は1404年にリトアニア大公国に併合されている）が年代記中にみられる。
15世紀初頭に編纂された『トロイツァ年代記(ru)』、は、スモレンスク年代記を編纂の際の資料の1つとしており、さらにその記述を、『（1446年版）ベラルーシ・リトアニア年代記(ru)』が編纂の資料として用いている。